# America the Beautiful (Album)
America the Beautiful ist ein Jazzalbum von Kahil El’Zabar. Die wohl 2018/19 entstandenen Aufnahmen erschienen am 23. Oktober 2020 auf Spiritmuse Records. Das Album enthält die letzten Aufnahmen, an denen der Saxophonist Hamiet Bluiett mitwirkte, der im Oktober 2018 starb.

## Hintergrund
El’Zabar, gebürtiger Chicagoer und Schlagzeuger, Komponist, Bandleader im Umfeld der Association for the Advancement of Creative Musicians in Chicago, thematisiert auf America the Beautiful die turbulenten Probleme des Amerika der Jahre bis 2020. Dies geht bereits aus dem ersten Stück des Albums hervor, El’Zabars Übernahme des Standards „America the Beautiful“; ist das Lied, mit dem jedes amerikanische Kind aufgewachsen ist, aber mit einer völlig anderen Interpretation, notierte Keith Gerbosi. „Es gibt viele Ebenen, veränderte Harmonien und kontrapunktische Rhythmen. Diese sollen die amerikanische Gesellschaft widerspiegeln: mit vielen verschiedenen Kulturen, Überzeugungen und Menschen.“ Ein weiteres bekanntes Lied auf dem Album ist „Express Yourself“, das ursprünglich von Charles Wright & the Watts 103rd Street Rhythm Band (1970) stammt. Zu den beteiligten Musikern gehören – in unterschiedlichen Besetzungen – neben Hamiet Bluiett der Trompeter Corey Wilkes, die Cellistin Tomeka Reid und der Bassist Joshua Ramos.
El’Zabar schrieb zu den Absichten des Albums: „Wenn wir das Wort ‚Politik‘ so verstehen, wie wir unser gegenseitiges Handeln organisieren, dann ist dies ausdrücklich politische Musik: Jetzt ist es an der Zeit, gemeinsam einen Zusammenfluss von Vertrauen und Vorstellungskraft zu beschwören, der einen zukünftigen Weg zur ethischen Menschlichkeit aufklären wird.“

## Titelliste

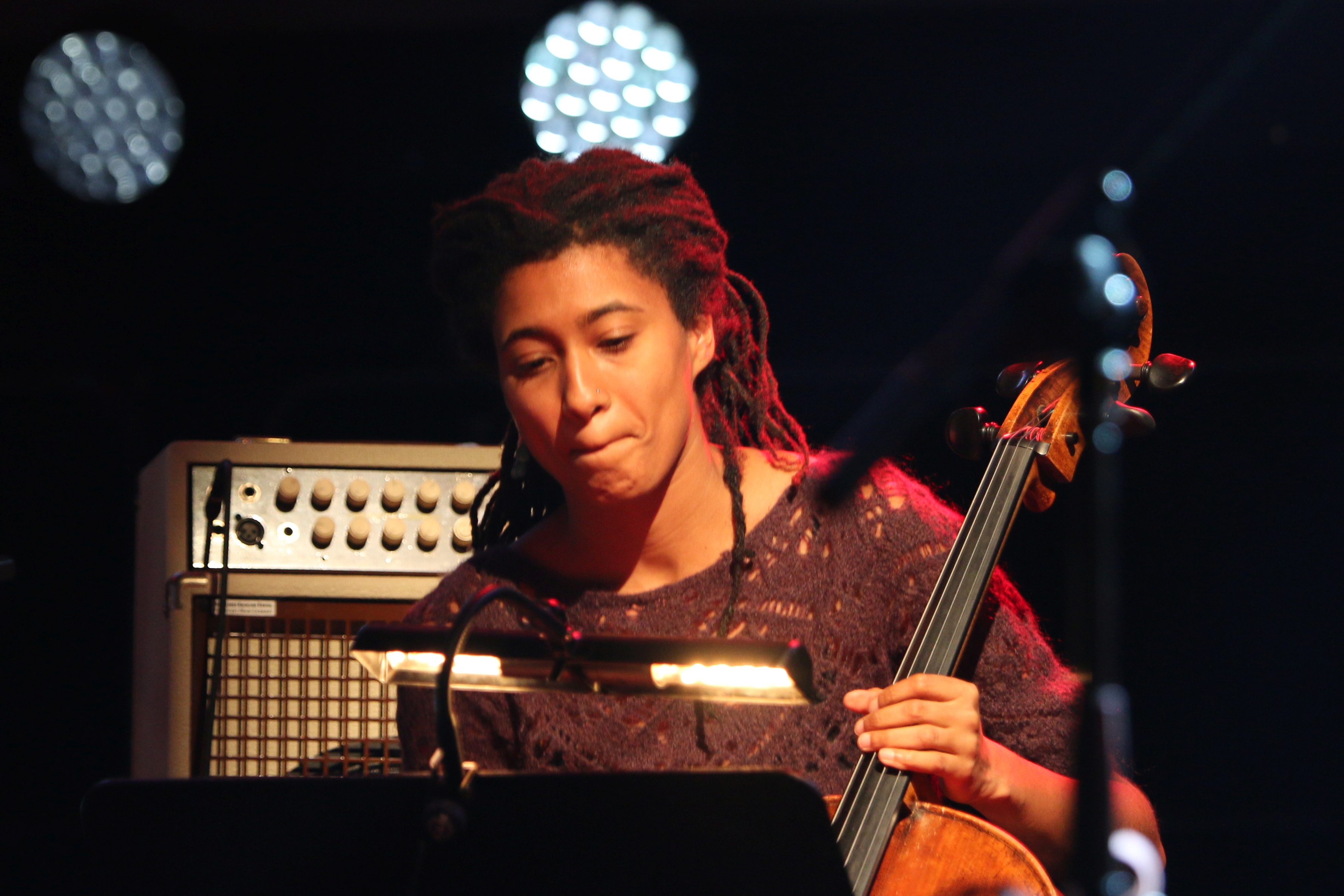
Tomeka Reid bei einem Auftritt auf dem Deutschen Jazzfestival 2015 mit AACM Now Generation.

- Kahil El’Zabar: America the Beautiful (Spiritmuse Records SPM-KEZ005)[3]

1. America the Beautiful (Instrumental) (Samuel A. Ward, Katharine Lee Bates) 2:25
2. Jump and Shout (For Those Now Gone) 6:37
3. Express Yourself (Charles Wright) 3:57
4. Freedom March 8:14
5. Sketches of an Afro Blue 8:16
6. How Can We Mend a Broken Heart 4:09
7. That We Ask of Our Creator 4:30
8. Prayers for the Unwarranted Sufferings 4:15
9. America the Beautiful (Samuel A. Ward, Katharine Lee Bates) 2:05

Alle Titel, sofern nicht anders angegeben, stammen von Kahil El’Zabar.

## Rezeption
Marty Sartini Garner schrieb in Pitchfork Media, El’Zabar verbinde auf komplizierte und komplexe Weise eine Reihe von miteinander verwobenen Klängen aus afrikanischer Musik, Latin Jazz und Funk. Manchmal fühle es sich wie ein Argument für die schwarze Kultur an, sowohl als konsequente Kraft in diesem Land als auch als Zurechtweisung für die chaotischen Exzesse der demonstrativsten Machtdemonstrationen der weißen Vorherrschaft. Es scheine seltsam, in den letzten Monaten des Jahres 2020 jemanden zu hören, der Hoffnung für die Zukunft unseres Landes ausdrückt – zu behaupten, dass so etwas wie „ethische Menschlichkeit“ auf gesellschaftlicher Ebene immer noch möglich sei. Andererseits haben die Amerikaner ihr Land seit den Tagen seiner zerbrochenen Geburt zum Licht geführt. Die meisten wurden zu dieser Zeit einfach nicht als „amerikanisch“ bezeichnet. Nach Ansicht des Autors sei dies ein bewegendes, häufig lebhaftes Album, das nicht vor den Schrecken der Vergangenheit und Gegenwart Amerikas zurückschrecke und es irgendwie unglaublich schaffe, Hoffnung in die Zukunft des Landes zu finden.
Keith Gerbosi (Splash Magazines) schrieb, „Musikkritiker haben darauf gewartet, dass Künstler diese beispiellose Zeit in der amerikanischen Geschichte festhalten. Ich glaube, dass El’Zabar mit diesem Album so nah wie möglich gekommen ist. Es ist ein Album, das man sich anhören kann, während man über unsere Gesellschaft nachdenkt und wie wir alle daran beteiligt sind. Es spricht die Probleme an, die wir in unserem Land haben, drückt aber auch Mitgefühl und Hoffnung für die Zukunft aus. Amerika hat sich nicht verirrt, wenn wir wie El’Zabars Musik zusammenkommen, um eine positive Wirkung zu erzielen.“
Olaf Maikopf (Jazz thing) schrieb, Kahil El‘Zabar habe mit seiner eine Neubearbeitung der titelgebenden Hymne zu einer vielschichtigen Komposition aus veränderten Harmonien und kontrapunktischen Rhythmen vorgenommen. Zudem fügte er kraftvolle eigene Stücke hinzu, in denen er sich mit Fragen über das aktuelle Geschehen und der vergangenen Geschichte Amerikas befasst und die damit seine Hoffnung auf eine bessere Welt demonstrieren.